# Lars Krogius den äldre

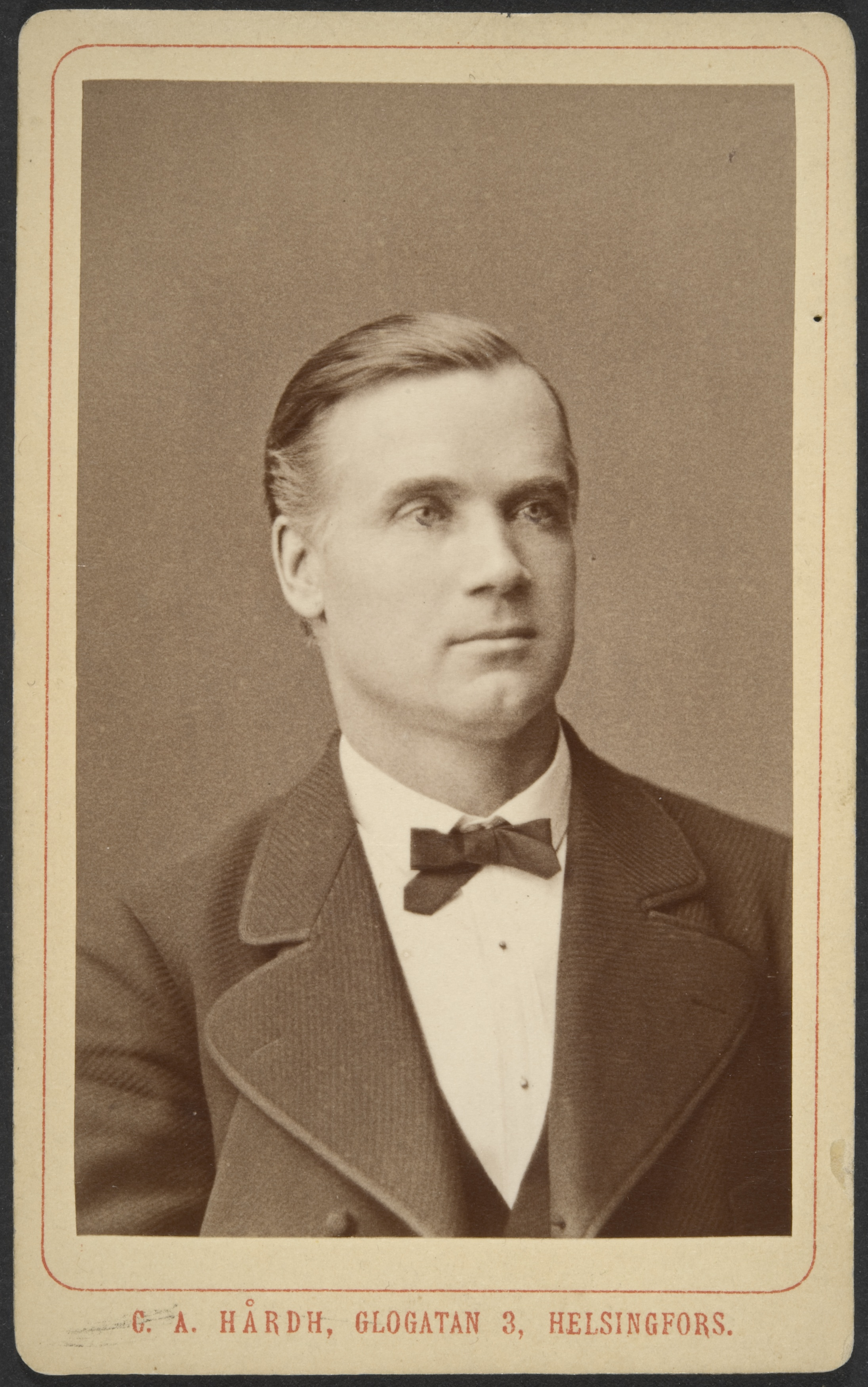
Lars Krogius d.ä. under 1860-talet.

Lars Thiodolf Krogius, född 29 januari 1832 i Pyttis, död 9 mars 1890 i Helsingfors, var en finländsk sjökapten och skeppsredare. Han var far till Lars Krogius den yngre och Ernst Krogius.
Krogius tog examen vid Finska kadettkåren, men gav sig till sjöss 1850 och var befälhavare hos ett rysk-amerikanskt bolag. Han var med om tre jorden runt omseglingar. Från 1863 till 1889 förestod han Helsingfors navigationsskola och var även kapten på fartyg i linjefart Stockholm-Helsingfors-Sankt Petersburg. År 1872 grundade han en speditionsfirma, Lars Krogius & Co. Han tog också initiativ till bildandet av FÅA, och var dess VD mellan 1883 och 1890.